# Mosolyogj
A Mosolyogj (eredeti cím: Smile) 2022-es amerikai lélektani horrorfilm, amelyet a saját 2020-as Laura Hasn't Slept című rövidfilmje alapján Parker Finn írt és rendezett (rendezői debütálás). A főszerepben Sosie Bacon, Jessie T. Usher, Kyle Gallner, Caitlin Stasey, Kal Penn és Rob Morgan látható.
A filmet az Amerikai Egyesült Államokban 2022. szeptember 30-án, míg Magyarországon egy nappal korábban, szeptember 29-én mutatták be a mozikban.

## Cselekmény
Miután tanúja volt egy bizarr, traumatikus esetnek, amely egy betegével történt, Dr. Rose Cotter olyan félelmetes eseményeket tapasztal, amelyekre nem tud magyarázatot adni. Rose-nak szembesülnie kell a múltjával, hogy túlélje és megmeneküljön a szörnyű új valóságból.

## Szereplők
| Szerep                 | Színész         | Magyar hang         |
| ---------------------- | --------------- | ------------------- |
| Dr. Rose Cotter        | Sosie Bacon     | Ágoston Katalin     |
| Joel                   | Kyle Gallner    | Fehér Tibor         |
| Laura Weaver           | Caitlin Stasey  | Dér Mária           |
| Trevor                 | Jessie T. Usher | L. Nagy Attila      |
| Robert Talley          | Rob Morgan      | Kálid Artúr         |
| Dr. Morgan Desai       | Kal Penn        | Welker Gábor        |
| Dr. Madeline Northcott | Robin Weigert   | Bertalan Ágnes      |
| Victoria Munoz         | Judy Reyes      | Botos Éva           |
| Holly                  | Gillian Zinser  | Katona Kinga        |
| Anya                   | Kiss Dóra       | Ligeti Kovács Judit |
| Rémálom anya           | Kevin Keppy     | N/A                 |
| Greg                   | Nick Arapoglou  | Böröndi Bence       |
| Carl Renken            | Jack Sochet     | Sztarenki Pál       |

### Magyar változat
- Magyar szöveg: Dittrich-Varga Fruzsina
- Hangmérnök: Gábor Dániel
- Vágó: Kajdácsi Brigitta
- Gyártásvezető: Gelencsér Adrienne
- Szinkronrendező: Dóczi Orsolya
- Produkciós vezető: Hagen Péter

A szinkront a Mafilm Audio Kft. készítette. 

## A film készítése
2020 júniusában a Paramount Pictures szerződtette Parker Finnt, hogy írja és rendezze meg a Laura Hasn't Slept című rövidfilmjének nagyjátékfilmes adaptációját, amelyben egy fiatal nő a terapeutája segítségét kéri, miközben kétségbeesetten próbál megszabadulni visszatérő rémálmától. Korábban, márciusban a rövidfilm elnyerte a zsűri elismerő különdíját az SXSW Midnight Short kategóriájában. 2021 szeptemberében bejelentették a filmet Something's Wrong with Rose címmel, amelyben Sosie Bacon alakítja a címszereplőt. A Paramount Players és a Temple Hill Entertainment társproducerként működött közre a filmben. A következő év októberében Jessie T. Usher, Kyle Gallner, Rob Morgan, Kal Penn, Judy Reyes, Gillian Zinser és Caitlin Stasey csatlakozott a stábhoz.
A forgatás 2021. október 11-én kezdődött New Jerseyben, többek között Hoboken városában, és 2021. november 24-én fejeződött be.
A vágás és az utómunka 2021. december 3-án kezdődött, és 2022. május végén fejeződött be, amikor a filmet átnevezték Smile-ra. A hónap végére Cristobal Tapia de Veer lett a film zeneszerzője.

## Megjelenés
A Mosolyogj a tervek szerint 2022. szeptember 30-án kerül a mozikba a Paramount Pictures forgalmazásában.